# Where Did Our Love Go
Singles de The Supremes
Run Run Run
(février 1964) Baby Love
(septembre 1964)
Where Did Our Love Go est une chanson écrite par le trio Holland-Dozier-Holland et enregistrée par les Supremes en 1964. Sortie en single au mois de juin sur le label Motown, c'est le premier no 1 du groupe dans le classement Billboard (le premier d'une série de cinq). Elle donne son titre au deuxième album des Supremes, qui voit le jour en août.
La chanson fait notamment l´objet d´une reprise par Soft Cell en 1981, sur la version 12" de leur reprise de Tainted Love.